# Каменец (област Плевен)
Вижте пояснителната страница за други значения на Каменец.
Каменец е село в Северна България, област Плевен, община Пордим.
Селото има спирка на главната железопътна линия София – Горна оряховица – Варна.

## География
Каменец е разположен в Средна Дунавска равнина на 35 км източно от Плевен и 18 км западно от гр. Левски.
Надморска височина: 99 м. GPS координати: 43*21’12“ С.Ш. и 25*01’47“ И.Д.
На 3 км северно от селото минава централната железопътна линия София-Варна, където има гара. На 12 км северно от селото се намира с. Обнова, а на 6 км западно е с. Одърне, на 4 км югозападно е с. Борислав, и на 6 км югоизточно е гр. Летница. През землището на село Каменец тече местната река Барата, която извира от с. Пелишат Плевенско и пресича землищата на с. Вълчитрън и с. Одърне. Преминава през центъра на селото където образува малка живописна долина. На 2 км северно от селото, преминава река Шаварна, извираща от Згалевските възвишения, преминава през гр. Пордим, северно от с. Одърне и се слива в река Барата, на 6 км източно от селото. Двете реки продължават на изток под името Шаварна, и се вливат в река Осъм на 2 км южно от гр. Левски. Там където се събираха двете реки през 1958 – 59 г. се издигна гигантска язовирна стена, и се образува язовир „Каменец“ които е с регионално значение.

## История
Селото е основано в местността „Камъка“, където е извирала хубава студена вода от камениста пещера, оттук идва и името Каменец, което на славянски език означава Камък. /Камък плюс наставка ец/. Промяната от Камен в Камък е станала Х – ХІІ век, което показва, че селото е образувано преди това – навярно с идването на славяно-българските племена в нашите земи. Те са намерили разработените условия на римско селище и се настаняват тук. Имаме данни от разкопки не само за римляните но и за траките. Землището ни има тринадесет могили северно и южно от селото, където в някои от тях са намерени тракийски гробници и погребални урни.
През 1908 г. е изкопана стара тракийска каменна гробница, която е предадена на Археологическия музей гр. София, където се намира и сега. Предполага се, че тук е преминавал римски път от Троянския проход, Ловеч, за Свищов и е имало отклонение за Никопол. На 6 км западно от селото ни е имало друго селище в местността „Бахчата“ там са живеели високи хора които с времето са изчезнали. Може би тия селища да са били търговски защото се намират и сега много монети от времето на: Октавиан, Веспасиан, Траян и Александър Македонски. Може да са били военни крепости за охрана на пътищата и за отбрана. Документи за с. Каменец има от ХV век в ориенталския отдел на Народна библиотека „Кирил и Методий“ София. В документ за събиране на поголовния данък в Търновския вилает от 1430 г. и е назовано „Камениче“. Документ от 1618 година се казва, че „Камениче“ принадлежи към Никополска кааза и има 800 жители и 16 ханета. В документи на Руското разузнаване от 1877 година селото е записано, като „Каменица“ или „Камендже“. В руска военна карта от този период, изложена в Историческия музей на Велико Търново, селото е наречено „Каменка“. Народностният състав на селото е бил предимно от българи и малко турци, към края на владичеството дошли и черкези. След освобождението на мястото на избягалите турци и черкези се заселили българи от Габровско – Севлиевския балкан предимно от селата: Дебелцово, Градище, Агатово, Крамолин, Недевци, Стоманец, и др. и много семейства от село Летница.
В миналото селото е наброявало около 3000 души, а понастоящем са 1100 души. Поминъкът е бил земеделие и скотовъдство. Облеклото на населението е било „чернодрешковци“. Говоримият език е диалект на източното наречие. Религията – православни християни. Църквата е строена по време на османската власт, като турците са я събаряли няколко пъти. Окончателно е завършена и осветена през 1881 година от Митрополит Климент /Васил Друмев/.
Антична и късноантична крепост на 2,5 км североизточно от село Каменец по права линия от центъра на селото, в ъгъла между реките Пелишатска бара и Пордимска бара при вливането им. На естествено защитен терен между двете реки на площ около 10 дка. Стените са били изградени от ломен камък споен с хоросан. Западно от крепостта се намира външния град. Няма видими следи. Площта на обекта е може би залят от язовир Каменец.

## Религии
В селото има православен храм, който е на повече от 130 години, напълно реставриран и обновен през 2009 г.

## Обществени институции
Основно училище „Св. св. Кирил и Методий“ е открито 1866 г., като се е помещавало в различни сгради. През 2006 г. е закрито поради липса на ученици.
От 1965 г. в селото е открита детска ясла и градина.
Читалището е основано през 1905 година от местни учители. Сградата в която се помещава и до днес е построена през 1939 г., като паметник на загиналите във войните. Към него са функционирали много самодейни състави, които са имали много изяви на местно, регионално и национално равнище откъдето са и многобройните им награди за успешно представяне. Към читалището функционира дамска певческа група с многообразен репертоар.
Кметство с. Каменец е основано след освобождението, първи кмет е бил Андрей Коцев. През годините са се сменяли доста кметове, които са подпомагали и са изграждали инфраструктурата на селото. В сградата на кметството се помещават поща и А Т Централа. Селото е благоустроено с ВиК канализация и електроснабдено. Край централния път на селото има четири изворни чешми, които текат денонощно.
През последните години бяха открити и много частни магазини за храна и облекло.
През 1908 г. е основана настоящата Потребителна кооперация „Съединение“, като Земеделска спестовна взаемателна каса, която функционира и до днес.
Основаването на ТКЗС в с. Каменец започва през 1948 г., а масовизацията е през 1950 г. Днес наследници на бившето ТКЗС са две кооперации, които стопанисват земята на всички собственици на земеделски земи.
През 1955 година е построено военно летище, което 2006 година бе закрито от реформите в Българската Армия.
В селото има редовни железопътни и автобусни комуникации за близките градове и села.

## Редовни събития
В последната неделя на септември се провежда събор. На втората неделя от юни се провежда празник на селото.

## Други

### Летище Каменец
Каменец е известен и с летище Каменец (12-а авиобаза Каменец).
За първи път от летището летят курсанти летци от випуск 1955 г. Те усвояват последователно самолетите: Як 11, Як 17 и Як 23. Следва го випуск 1956 г. В края на 1956 г. 2-ри учебно-боен полк (убап) започва обучението на командно-инструкторския си състав на самолетите МиГ 15 и УМиГ 15. От есента на 1957 г. се започва обучението на летците инструктори нощем в прости и денем в сложни метеоусловия за придобиване на класна специалност. В този период на полка са доставени и самолети МиГ 15 бис.
От 1963 г. започва обучението на курсантите на самолет МиГ 17. През 1967 г. от личния състав на полка се формира 1-ви учебен полк, Щръклево. На летището в Кеменец остава дислоциран 2-ри убап, въоръжен със самолети МиГ 17.
През декември 1984 г. 1-ва ескадрила се превъоръжава с МиГ 21 ПФМ/УМ, а от 1986 г. 2-ра ескадрила приема на мястото на УМиГ 15 и МиГ 17 чехословашките самолети L-39 ZA. През 1992 г. и 1-ва ескадрила се превъоръжава с L-39.
През есента на 1994 г. авиополкът преминава на базова структура като 2-ра учебна авиобаза (уаб) в състава на ВВВУ ”Г. Бенковски”, Долна Митрополия. От 1997 г. в поделението се дислоцират самолети L-29. От есента на 1999 г. авиобазата е включена в състава на Корпуса транспортна авиация, Пловдив.
На 25 май 1961 г. първият човек в космоса Юрий Гагарин каца на летището в Каменец. По план е трябвало да кацне на летището в с. Телиш, но поради наводнение на тревната писта самолетът, с който пътува космонавтът, се насочва към Каменец.
През 2006 г. базата е преместена във ВВВУ ”Г. Бенковски”, Долна Митрополия и продължава да обучава пилоти на L-39ZA и PILATUS PC-9M.
1. ↑  www.grao.bg